# Gorom-Gorom

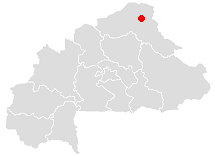
Gorom-Goroms läge i Burkina Faso.

Gorom-Gorom är en stad och kommun i norra Burkina Faso och är den administrativa huvudorten för provinsen Oudalan. Staden hade 8 882 invånare vid folkräkningen 2006, med totalt 106 346 invånare i hela kommunen. Gorom-Gorom är känd för sin marknad och sina många moskéer.